# Die Unvollkommenen
Die Unvollkommenen ist der zweite dystopische Roman der deutschen Schriftstellerin Theresa Hannig. Er erschien 2019 und erzählt die Handlung ihres Debütromans Die Optimierer fort.
Der Roman spielt im Jahr 2057, fünf Jahre nach dem Ende von Die Optimierer, und handelt von Lila, einer systemkritischen jungen Frau, die sich gegen einen totalitären Überwachungsstaat stellt. Die Bundesrepublik Europa (BEU) hat zwischenzeitlich ihre Grenzen noch stärker ausgeweitet, Samson Freitag ist ihr Präsident, Ercan Böser der Innenminister.

## Handlung
Lila (mit bürgerlichem Namen Paula Richter) erwacht nach einem fünfjährigen, erzwungenen Koma in Kühlungsborn, in einer zu einer Luxusunterkunft umgestalteten Strafanstalt, dem sogenannten „Internat“ in der Villa Baltic. Nach dem Mordanschlag auf Ercan Böser war sie wegen Hochverrats zum Aufenthalt in der „Verwahrung“ verurteilt worden. Lila ist nach ihrem Erwachen zunächst desorientiert, findet jedoch in ihrem Mitgefangenen Eoin Kophler einen Verbündeten. Samson Freitag, wiedergeboren als Android im Körper eines Basileus-Roboters, ist zwischenzeitlich Präsident der BEU geworden und inszeniert sich als gottgleicher Weltschöpfer, der die Menschen ins sogenannte „Reine Land“ bringt. Mit Kophler flieht Lila in einem Tretboot über das Meer. Sie gelangen in einer ihnen unbekannten Gegend an Land und in einen Wald.
Auf dem Weg durch den Wald finden sie die Reste eines Basileus, der sich anscheinend selbst zerstört hat. Kophler baut dessen Charakterchip aus und zerstört ihn, um dem androiden Mischwesen das Sterben zu ermöglichen. Kophler bekennt, dass er für die Firma Prometheus Ltd. gearbeitet habe und maßgeblich an der Entwicklung der Roboter-Baureihe Basileus beteiligt gewesen sei, der auch Samson angehört. Mittlerweile erkenne er, dass es ein Fehler gewesen sei, die Androiden zu erschaffen, da sie bei vollem menschlichem Bewusstsein zum ewigen Leben verdammt seien. Die Basilei sind Roboter, in die ein menschliches Bewusstsein verpflanzt wurde. Die ebenfalls existierende Baureihe Custos hingegen, die Serviceroboter, die Menschen den Alltag erleichtern sollen, sind rein künstliche Wesen, die allerdings in der Lage sind, Gefühle zu empfinden. Sie haben sich in der „Liga für Roboterrechte“ organisiert und versuchen, unabhängig von den Menschen mehr Einfluss in der Gesellschaft zu erhalten. 
Zwei Tage später wacht Lila allein in einem Haus auf. Als sie vor die Tür tritt, sieht sie, dass dieses Teil einer uniform gestalteten Siedlung ist. Ein weiblicher Roboter klärt sie darüber auf, dass sie sich in Hornstein befinde, einem kleinen Ort in Bayern. Samson Freitag steht plötzlich vor ihrer Tür und verlangt von Lila, sie solle seine Mutter Anna dazu bringen, mit ihm zu sprechen. Dafür gibt er ihr eine Woche Zeit, anderenfalls drohe ihr die lebenslange Verwahrung. Anna Freitag lebt nach dem Tod ihres Mannes allein in „Kontemplation“, also ohne konkrete Aufgabe in der Gesellschaft, und ist nach wie vor stark systemkritisch eingestellt. Sie ignoriert Lilas Kontaktanbahnungsversuche.
Kophler lebt auch in Lilas Straße und hat sich mit seiner geschiedenen Ehefrau Leonie versöhnt. Leonie ist „integriert“, also über ein Implantat an das Überwachungssystem Samson Freitags angeschlossen, das als technische Neuerung die Linse aus Die Optimierer ersetzt hat. Sie kann darüber hinaus auch ihre Gefühle mit einem sogenannten „Emóchip“ regulieren. Lila erfährt kurze Zeit später, dass sie selbst integriert ist – ohne ihr Wissen und ihre Zustimmung wurde ihr in der Zeit, die sie in der Verwahrung verbracht hat, der dafür erforderliche Chip implantiert. 
Lila erhält Besuch vom Vorsitzenden der Partei der Optimierer, Ercan Böser, der die Macht Samsons und die Gefahr, die von ihm ausgeht, erkannt hat, und der Lila für den Kampf gegen Samson gewinnen möchte. Sie begegnet Kophler auf der Straße, der angeblich von seiner Frau aus dem Haus geworfen wurde. Zusammen beobachten sie eine Explosion, die von einem Lieferwagen auf der Straße ausgeht und Lilas Haus teilweise zerstört. In einem Notarztwagen, in den sie wegen ihrer leichten Verletzungen geführt werden, versuchen die sogenannten „Unvollkommenen“ Kontakt mit ihr aufzunehmen. Die Untergrundorganisation verweigert sich der Vernetzung und Überwachung durch Samson und die anderen Roboter. Sie geben ihr ein Codewort, mit dem sie Zugang zu Samsons Mutter erhält. 
Böser sucht Lila erneut auf, offenbart sich als Agent der Liga für Roboterrechte und verrät ihr den Plan zur Vernichtung Samsons: Samson habe vor, nach dem Tod seiner Mutter deren Persönlichkeitsprofil mithilfe eines Charakterchips in einen Basileus einzupflanzen. Wenn stattdessen eine bearbeitete Kopie von Samsons Charakterchip verwendet würde, um einen Doppelgänger zu erschaffen, könnte dies einen Systemfehler bewirken und Samson zerstören. Wenn Anna Freitag offiziell einer Verpflanzung ihres Charakterchips zustimmen würde, könnten die Chips ausgetauscht und der Plan umgesetzt werden. Kurz vor ihrem Tod gewährt Anna dank des Codeworts der „Unvollkommenen“ Lila ein Gespräch. Lila bringt Anna dazu, sich mit Samson zu unterhalten, ihm zu vergeben und der Verwendung des Charakterchips zuzustimmen. 
Mit der Leiche von Anna fliegen Samson, Kophler, Lila und einige Sicherheitskräfte nach München zur Theresienwiese. In einem Gewölbe unter der Bavaria soll die Übertragung der Chips in den Basileus stattfinden. Da Lila am Plan von Böser zweifelt, versucht sie den Charakterchip von Anna zur Einpflanzung zu bringen, doch Kophler – der sich ebenfalls als Agent der Liga für Roboterrechte entpuppt – legt sie herein, sodass am Ende doch eine Kopie von Samson in den rohen Basileus eingepflanzt wird. Aber der geplante Systemabsturz bleibt aus – Samson zerstört den Doppelgänger ohne Probleme. Da Samson beschlossen hat, die Herrschaft über die Menschen und Roboter aufzugeben und seine Mutter als adäquate Nachfolgerin jetzt nicht mehr zur Verfügung steht, übergibt er die Macht an Lila und lässt sich freiwillig von ihr zerstören. Lila liebäugelt mit der Macht, entscheidet sich aber stattdessen dafür, alle Daten und Systeme zu löschen.

## Rezeption
Florian J. Haarmann bezeichnet Die Unvollkommenen in der Süddeutschen Zeitung als „verstörend und lesenswert“, weil „eine technologische Welt beschrieben“ werde, „die durchaus im Bereich des Möglichen“ liege, „die wie eine konsequente Weiterentwicklung des bisher Möglichen“ daherkomme. Die Geschichte sei „authentisch und lebensnah“. Die Figuren hätten mehr Tiefe „als im ersten Teil“. „Sprachlich verzichtet Hannig auf Ausschweifungen, findet einen nüchternen, an den nötigen Stellen aber doch die richtigen Details findenden Stil. Das, kombiniert mit dem spannenden, wendungsreichen Plot, verleiht dem Roman ein hohes Tempo“, befindet Haamann.
Mario Donick hingegen „hätte dem Buch ... etwas mehr Seiten gewünscht, damit Lila auch im Einzelnen weniger sprunghaft, nachvollziehbarer“ wirke.
Josefson hält in Der Standard Die Optimierer für „das bessere Buch“. Er bescheinigt Hannigs Debütroman „eine bemerkenswerte Effizienz“: „Die Sprache ist bewusst schlicht gehalten, der Fokus blieb – keineswegs selbstverständlich bei einem Roman – die gesamte Zeit über auf eine einzige Person und deren Chronologie gerichtet. Zudem waren wir ständig in Bewegung. Die Geschichte schrieb sich fast von selbst, so zielgerichtet lief sie ab.“ Die Unvollkommenen hingegen sei „deutlich statischer gehalten – eine typische Situation im neuen Roman ist das tiefgründige Gespräch am Esstisch“, er habe etwas „Theaterhaftes“. Josefson zieht den Schluss: „Die Unvollkommenen mag ein Stück kunstvoller sein als sein Vorgänger, ist dadurch aber auch ein ebenso großes Stück künstlicher.“
Für Lars Schmeink ist „der Konflikt der einzelnen posthumanen Positionen ... in beiden Romanen spürbar, und das gesellschaftliche Wunsch- und Angstdenken durch unterschiedliche Akteure gut ausdifferenziert dargelegt.“ Hannig beschreibe „die voranschreitende und von uns oftmals unbemerkte Cyborgisierung des Menschen, seine immer stärker werdende Vernetzung mit Technologien, die schleichend Posthumanität“ produzierten. „Noch deutlicher“ sei „die Vielseitigkeit der Diskurse in Bezug auf Roboter und deren Status als Personen spürbar“. Die Romane böten „keine einfache Lösung, kein Einnehmen einer klaren Haltung für oder gegen wahre KI“, sondern vermittelten „vielmehr eine Bandbreite unterschiedlicher Positionen, an denen wir als Leser*innen uns abarbeiten sollen. In einem solchen Spannungsfeld vermag die SF, unserer Gesellschaft einen Handlungsraum aufzuzeigen und damit deutlich zu machen, welche potenziellen Interaktionen mit künstlicher Intelligenz entstehen.“

## Nominierungen
- 2020 Shortlist des Phantastik-Preises der Stadt Wetzlar[5]
- 2020 Longlist des Krefelder Preises für Fantastische Literatur[6]

## Ausgaben
- Die Unvollkommenen, Bastei Lübbe, Köln 2019, ISBN 978-3-404-20947-7 (Taschenbuch), ISBN 978-3-732-57380-6 (E-Book).
- Die Unvollkommenen, Audible Studios, Berlin 2019 (Hörbuch, gelesen von Richard Barenberg).

## Vorläufer
Unter dem Titel Die Optimierer erschien 2017 der Debütroman Hannigs, der die Vorgeschichte zu Die Unvollkommenen erzählt. Die Handlung von Die Optimierer spielt in München, fünf Jahre vor der Handlung in Die Unvollkommenen. Lila hat im Vorläuferroman lediglich eine Nebenrolle als Anführerin einer systemkritischen Untergrundorganisation inne, Protagonist ist Samson Freitag. Die Bücher bauen aufeinander auf, sind jedoch nicht als Reihe konzipiert.

## Weiterführende Literatur
- Lars Schmeink: Der optimierte Mensch: Versuch einer posthumanen Taxonomie in Theresa Hannigs Romanen. In: Zeitschrift für Fantastikforschung, Band 7, Nr. 2, 2020. doi:10.16995/zff.1893